# Sphaerococcus confervoides
Sphaerococcus confervoides é uma alga vermelha da ordem Gigartinales, classe Florideophyceae. É encontrada principalmente na zona intertidal, do nível do mar até a profundidade de 20 metros.